# 伊澤一葉
伊澤一葉（Izawa Ichiyō，1976年7月4日—），本名伊澤啟太郎。出生於日本岡山縣倉敷市。伊澤一葉目前是「APPA」和「東京事變」的鋼琴手。

## 生平
- 四歲
  - 開始學習彈奏鋼琴。
- 國中/高中
  - 二年級開始學習彈奏吉他，同時從事樂團活動，有時候會擔任主唱。
- 大學
  - 考上東京都的國立音樂大學。但由於對自己是否能作曲心感疑問，因此大二就退學了。
  - 和PE'Z的H是都M一起組成樂團，並開始從事作曲工作
- 2004年
  - 組成『APPA』樂團，擔任鋼琴手
- 2005年
  - 由於前任鋼琴手H是都M的退出，他加入了『東京事變』並擔任鋼琴手。
  - （本來伊泽一葉一直猶豫不決，但在貝斯手龜田誠治的「快點一起來吧！」，才決心加入）

- 現在是跟東京事變一起參與活動。

## 演奏樂器

### 鋼琴
- 收錄在東京事變
  1. 《大人》
  2. 《娛樂》
- 收錄在椎名林檎
  1. 《平成風俗》

### 吉他
- 《"DOMESTIC!" Just can't help it.》 巡迴演唱會
  1. C'm'on Let's go!
    - 有個人Solo

  2. 喧嘩上等
- 《COUNTDOWN JAPAN 06/07》
  1. 群青日和
- 《東京事變 live tour 2007 Spa & Treatment》巡迴演唱會
  1. 復仇
  2. 群青日和
  3. 閃光少女

## 外部連結
- 東京事変 （页面存档备份，存于） - EMI Music Japan中的官網
- 東京事変 | Virgin Music Co. /EMI Music Japan - Virgin Music中的官網
- あっぱ - 伊澤一葉所屬樂團的官網
- あっぱの小言 （页面存档备份，存于） - 伊澤一葉部落格